# Bleriot Heuyot
Bleriot Heuyot Tobit (ur. 27 listopada 1975 w Jaunde) – kameruński piłkarz występujący na pozycji pomocnika, wychowanek Union Duala. W swojej karierze reprezentował także barwy Unisport Bafang, Pogoni Szczecin, Widzewa Łódź, Lecha Poznań, Córdoby oraz Ciudad de Murcia. Wraz z reprezentacją Kamerunu do lat 20 wziął w 1993 roku udział w młodzieżowych Mistrzostwach Świata.

## Sukcesy

### Unisport Bafang
- Mistrzostwo Kamerunu: 1996